# Reby Sky
Rebecca Victoria Reyes (New York, 6 agosto 1986) è una wrestler, ballerina e modella statunitense.

## Gli inizi
Reby Sky nasce a Queens, New York. È di origine portoricana ed ha tre fratelli maggiori ed una sorella maggiore.

## Carriera nel wrestling

### Lucha Libre USA (2010-2012)
La carriera di Reby Sky nel mondo del wrestling inizia nel 2010 quando è sia commentatrice che intervistatrice nel programma di MTV2, Lucha Libre USA: Masked Warriors. Il 19 marzo 2011 Reby Sky fa il suo debutto nel pro wrestling sotto il ring name di Rebecca Reyes in coppia con ODB e Nikki Corleone contro Chrissy Cialis, Jacqueline Moore e Tigresa Caliente.
Il suo primo match singolo lo disputò il 6 agosto battendo Kristin Astara nella federazione EAW Mexico. Il 27 agosto perde un Bra & paintes match contro Jayme Jameson. Dopodiché tornerà nel 2012 combattendo in squadra con Gregory Helms.

### Circuiti indipendenti (2011-2014)
Reyes fa il suo debutto nel circuito indipendente sotto il nome di Reby Sky e nel luglio del 2011 nella Extreme Air Wrestling, dove lottò in coppia con Brian Kendrick e Paul London sconfiggendo Miss Jackie e The World's Greatest Tag Team (Charlie Haas e Shelton Benjamin).
Nel 2012 Reby Sky affrontò Jayme Jameson per l'NWA Mid-Atlantic Ladies Championship per due volte perdendo in entrambe le occasioni. Dopo molti mesi di rivalità Reby Sky riuscì a sconfiggere Jayme Jameson in un match singolo al primo PPV della SHINE, SHINE1. Reby Sky si fidanza con Matt Hardy e lo accompagna molte volte a bordo ring in federazioni come la Extreme Rising, la OMEGA e Pro Wrestling Syndicate. Sky partecipa anche a SHINE2 il 17 agosto 2012 perdendo contro Jessica Havok. Il 19 ottobre a SHINE4 riesce a vincere contro Kellie Skater. A SHINE6 perde contro Jessica Havok mentre a SHINE8 perde nuovamente contro Jessica Havok in un career vs respect match. Il 16 febbraio perde contro Ivelisse Vélez a FWE No Limits
Combatte in coppia con il suo fidanzato Matt Hardy per la Omega sconfiggendo Gunner e Jayme Jameson. Nei successivi eventi ottiene ottimi risultati sconfiggendo Savannah Riley e Tab Jackson per ben due volte. A OMEGA Support the Sport Reby Sky perde contro Kacee Carlisle.
Ad agosto 2013 combatte nella Big Time Wrestling contro la TNA Knockouts Championship Mickie James ma riceve solo sconfitte.
Il 12 ottobre vince contro Amber O'Neal in un evento della OMEGA.
Il 9 novembre partecipa ad House of Hardcore 3 accompagnando suo marito Matt Hardy a bordo ring per il suo match in coppia con Devon sconfiggendo gli Outlaw Inc. (Homicide e Eddie Kingston).

### TNA One night only (2014)
Ha fatto una apparizione nel mese di maggio 2014 in un gauntlet match.

### Total Nonstop Action Wrestling (2015-2017)
Reby Sky ha fatto il suo ritorno ufficiale a Bound for Glory (2015) festeggiando assieme a suo marito Matt Hardy la vittoria del titolo dei pesi massimi TNA.

## Vita privata
Il 5 ottobre 2013 si sposa con Matt Hardy con il quale era fidanzata da molti mesi.

## Nel wrestling

### Mosse finali
- Sky Dive (Diving crossbody)
- Sky Hard DDT (Tornado DDT)
- Twist of Hate

### Wrestler di cui è stata valletta
- Matt Hardy
- Jon Moxley
- Austin Aries
- Johnny Gargano